# (3455) Kristensen
(3455) Kristensen est un astéroïde de la ceinture principale.

## Description
(3455) Kristensen est un astéroïde de la ceinture principale. Il fut découvert le 20 août 1985 à la station Anderson Mesa par Edward L. G. Bowell. Il présente une orbite caractérisée par un demi-grand axe de 2,24 UA, une excentricité de 0,06 et une inclinaison de 3,6° par rapport à l'écliptique.

## Compléments